# Bloop
Bloop är ett ljud som har vid olika tillfällen hörts av sonarutrustning i Stilla havet. Ljudet registrerades första gången 1997 och källan till ljudet är fortfarande okänt, men dess geografiska ursprung har fastställts till cirka 50º S; 100º W.
Ljudet blev upptäckt genom hydrofonnätverket Equatorial Pacific Ocean Autonomous Hydrophone Array vars ursprungliga uppgift var att lyssna efter sovjetiska ubåtar. Ljudet matchar ljudprofilen för ett levande djur, men eftersom det är så kraftigt så tros det inte kunna ha producerats av något av världens nu kända djur. Vissa har föreslagit att ljudet kan vara producerat av en hittills okänd art jättebläckfisk, men detta motsägs bland annat av att ingen av de kända bläckfiskarna har en fysiologi som tillåter dem att producera ljud liknande bloopljudet.[källa behövs]
En annan möjlig förklaring som nämnts är att ljudet kan ha uppstått vid islossning i Antarktis.